# Во всём виноват енот
«Во всём виноват енот» (англ. Wakefield) — американский драматический фильм режиссёра Робин Свайкорд, основанный на рассказе Эдгара Лоренса Доктороу. Впервые фильм был представлен 2 сентября 2016 года на фестивале «Telluride Film». В США он был выпущен в ограниченном числе кинотеатров 19 мая 2017 года, прежде чем он был выпущен через видео по запросу 26 мая 2017 года IFC Films. В России фильм вышел 6 июля 2017 года.

## Сюжет
Говард Вэйкфилд, кажется, имеет всё: успешную работу, прекрасную семью и дом в пригороде. Но в один день он погнался за енотом и просто исчез для всех. Прячется на чердаке над гаражом и тайно следит за жизнью его семьи и соседей.
Но всё заходит слишком далеко, и Говард понимает, что пора действовать, когда его жена пытается обрести нежность и любовь с бывшим мужчиной.

## В ролях
| Актёр                | Роль             |
| -------------------- | ---------------- |
| Брайан Крэнстон      | Говард Вэйкфилд  |
| Дженнифер Гарнер     | Диана Вэйкфилд   |
| Джейсон О’Мара       | Дирк Моррисон    |
| Беверли Д’Анджело    | Бейбс            |
| Йен Энтони Дэйл      | Бен Якобс        |
| Эллери Спрейберри    | Жизелль          |
| Пиппа Беннетт-Уорнер | Эмили            |
| Моника Лосон         | Эллен            |
| Виктория Бруно       | Тэйлор           |
| Элиза Коулмэн        | Глинер           |
| Фредерик Кив         | профессор        |
| Исаак Лейва          | Герберт          |
| Дерек Альварадо      | коп              |
| Билл Таймони         | бездомный        |
| Александер Цале      | доктор Сондерван |
| Хэл Дион             | орнитолог        |
| Анджела Тейлор-Джонс | Bar Patron       |
| Томми Отис           | пешеход          |
| Камерон Симмонс      | Дими Глинер      |
| Кен Спассионе        | коллектор        |

## Съемки фильма
Основные съёмки фильма начались 30 ноября 2015 в Пасадине, Калифорния и завершились 8 января 2016 года.